# Medaglia dell'educazione fisica e sportiva
La medaglia dell'educazione fisica e sportiva (in francese médaille de l'education physique et des sports)  è una decorazione istituita nel Principato di Monaco il 20 agosto 1939 con sovrano ordine.
Fu istituita per premiare gli individui che con prestazioni eccezionali e pratica costante ed esemplare o di insegnamento contribuivano allo sviluppo dell'educazione fisica e sportiva nel Principato di Monaco.
La medaglia è di tre classi (prima, seconda e terza).

## Insegne
La medaglia misura trenta mm di diametro. Sul primo lato è incisa la scritta LOUIS II-PRINCIPE DI MONACO con la riproduzione dell'immagine del sovrano stesso. Sul secondo lato è incisa la scritta EDUCAZIONE FISICA E SPORTIVA. Può essere in oro (per la prima classe), in argento (seconda classe) o in bronzo (terza classe).
Il nastro misura trenta mm ed è diviso in tre bande verticali di uguale lunghezza, quella centrale verde e due laterali bianche con bordino verde.